# Ross Thatcher
Pour les articles homonymes, voir Thatcher (homonymie).
Wilbert Ross Thatcher, né le 24 mai 1917 et décédé le 22 juillet 1971, était un politicien canadien du parti libéral. Il fut le 10e premier ministre de la Saskatchewan, du 2 mai 1964 au 30 juin 1971. Depuis 1956, il appartenait à la franc-maçonnerie..